# Pókaszepetk
Pókaszepetk Zala vármegye Zalaegerszegi járásában, a Zala folyó partján fekvő község, körjegyzőségi székhely. A településen polgárőrség működik.

## Közlekedés

### Közút
A település a Sümeg–Zalabér–Zalaegerszeg nyomvonalon húzódó 7328-as út mentén fekszik, amely a két végponti város mellett a Veszprém, Győr és Zalaszentgrót felé történő közlekedést is lehetővé teszi. A község területét érintő, észak-déli irányú utak a Zalaszentmihálytól Nagykapornakon át idáig húzódó 7362-es út, illetve az innen induló, Nagytilajon át Bérbaltavárig vezető 7385-ös út, de ezen utak forgalma kevésbé jelentős.
A község sűrű autóbusz-közlekedéssel rendelkezik. Elsősorban Zalaegerszegről érhető el elővárosi és helyközi járatokkal, de sok busz érkezik Zalaszentgrót felől is. Továbbá Sümegre és Veszprémbe is el lehet jutni a településről.

### Vasút
Pókaszepetk közvetlenül a Bajánsenye–Zalaegerszeg–Ukk–Boba-vasútvonal mellett fekszik, ahol egy vasútállomással rendelkezik (Pókaszepetk vasútállomás). A Zalaegerszeg és Celldömölk között közlekedő elővárosi vonatok többsége megáll a településen.

## Története
A település Szepetk illetve Zepethk részének első említése 1262-ből való, Pókafa első említése 1453-ból származik. A Zala vármegyei Szepetk és a mellette fekvő Pacsa, Tötös, Hazugd és Kerecseny falvak honfoglalás kori települések, mert "Maguk a várjobbágyok is vigyáztak, hogy közülük jogtalanul ki ne váljék valaki. 1256-ban a Csabi nembeli Balasey hadnagy, Gothard, Olivér, Bud és több más várjobbágy Dénes országbíró és a zalai ispán [Panyit Bánffy de Alsólindva] előtt perbe fogták a Pacsa-melléki nemeseket, hogy ők tulajdonképp zalai várjobbágyok. Az ispán azonban megállapította, hogy azok Szent István idejétől fogva mindig nemesek voltak, s ezt azután elismerték a várjobbágyok is" (Holub, József. Zala megye története a középkorban. Pécs: Dunántúl Egyetemi Nyomdája, 1929. 53). A középkortól a 18. századig Zepethk-en és a környékbeli Pacsán, Tötösön, Hazugdon és Kerecsenen pl. a Balkó, Basa, Biki, Csalló, Csapos, Csány, Cser, Czengel, Demeter, Elyés, Ember, Érsek, Fábián, Felső, Fodor, Hagy, Henyei, Horvát, Kerecseny, Kovács, Kuti, Lovas, Luka, Madaras, Meleg, Mencseli, Nagy, Nemes, Német, Nyúl, Oheko, Ormándi, Pacsai, Palkos, Parnas, Patkós, Pető, Póka, Rajki, Simon, Szabó, Szász, Szentes, Szompácsi, Székely, Szöke, Tengel, Tóth, Tötösy, Wasper, Zabád, Zepethki és Zsigmond telkes birtokos nemes családok vannak dokumentálva (Tötösy de Zepetnek, Steven. A Zepetneki Tötösy család adattára ). A 16. század végén a törökök pusztítják a minden irányból jól megközelíthető két falut és a 18. században népesedik újra.
Az 1848-tól kezdve polgárosodó település kedvező fekvésének köszönhetően komoly fejlődésnek indult, amelynek nagy löketet adott az 1890-ben elkészült Ukk–Csáktornya vasútvonal létrejötte, amely érinti a települést. A 20. század során fejlődése lelassult, de így is megőrizte vezető szerepét a környezetében.
Pókafát és Szepetket 1943-ban egyesítették.

## Közélete

### Polgármesterei
- 1990–1994: Vitai Sándorné (független)[4]
- 1994–1998: Darázsi Zsolt (független)[5]
- 1998–2002: Darázsi Zsolt János (független)[6]
- 2002–2006: Tóth András (független)[7]
- 2006–2010: Tóth András (független)[8]
- 2010–2014: Tóth András (független)[9]
- 2014–2019: Tóth András (független)[10]
- 2019–2024: Tóth András (független)[11]
- 2024– : Tóth András (független)[1]

## Népesség
A település népességének változása:
| Lakosok száma | 937  | 910  | 909  | 882  | 871  | 859  | 859  |
|               | 2013 | 2014 | 2015 | 2021 | 2022 | 2023 | 2024 |

A 2011-es népszámlálás idején a nemzetiségi megoszlás a következő volt: magyar 94,7%, cigány 3,3%, német 0,64%, román 0,64%. A lakosok 72%-a római katolikusnak, 1,87% reformátusnak, 3,5% evangélikusnak, 7,9% felekezeten kívülinek vallotta magát (14,1% nem nyilatkozott).
2022-ben a lakosság 94,9%-a vallotta magát magyarnak, 1,6% cigánynak, 0,3% németnek, 0,1% románnak, 1,1% egyéb, nem hazai nemzetiségűnek (4,8% nem nyilatkozott; a kettős identitások miatt a végösszeg nagyobb lehet 100%-nál). Vallásuk szerint 53,3% volt római katolikus, 3,8% evangélikus, 1,6% református, 0,1% görög katolikus, 1,3% egyéb keresztény, 0,7% egyéb katolikus, 7,8% felekezeten kívüli (31,5% nem válaszolt).